# Intérfase

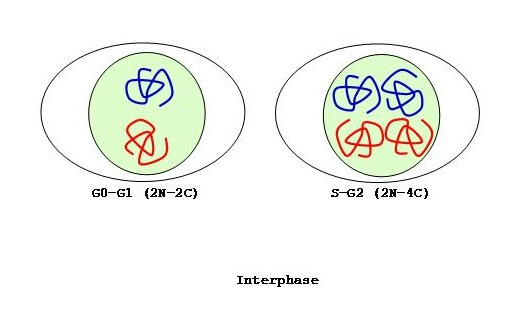
Na fase de síntese (S) da interfase a quantidade de DNA aumenta até dobrar.

A interfase é a parte do ciclo celular que não é acompanhada por alterações visíveis ao microscópio e compreende as etapas G1, S e G2. Durante a interfase, a célula cresce (G1), replica seu DNA (S) e se prepara para a mitose (G2). Uma célula em interfase não é uma célula dormente. O termo seria enganoso, pois uma célula em interfase passa por intensa atividade de sintetizar proteínas, copiar DNA para RNA, engolfar material extracelular e processar sinais, para citar apenas algumas atividades. A célula está dormente apenas no sentido de divisão celular (ou seja, a célula está fora do ciclo celular, G0). A interfase é a fase do ciclo celular em que uma célula típica passa a maior parte de sua vida. A interfase é a fase cotidiana ou metabólica da célula, na qual a célula obtém nutrientes e os metaboliza, cresce, replica seu DNA em preparação para a mitose e realiza as demais funções celulares normais.
A interfase era inicialmente conhecida como fase de repouso. No entanto, a interfase não descreve uma célula que está meramente em repouso; em vez disso, a célula está viva e se preparando para a divisão celular posterior, pelo que o nome foi alterado. Um equívoco comum é que a interfase é o primeiro estágio da mitose, mas como a mitose é a divisão do núcleo, a prófase é na verdade o primeiro estágio.
Na interfase, a célula se prepara para a mitose ou meiose. As células somáticas, ou células diplóides normais do corpo, passam por mitose para se reproduzir através da divisão celular, enquanto as células germinativas diplóides (isto é, espermatócitos primários e oócitos primários) passam por meiose para criar gametas haploides (isto é, espermatozóides e ovócitos primários) para fins de reprodução sexuada.

## Etapas da interfase
Existem três estágios de interfase celular, com cada fase terminando quando um ponto de verificação celular verifica a precisão da conclusão do estágio para então prosseguir para o próximo. As etapas da interfase são:

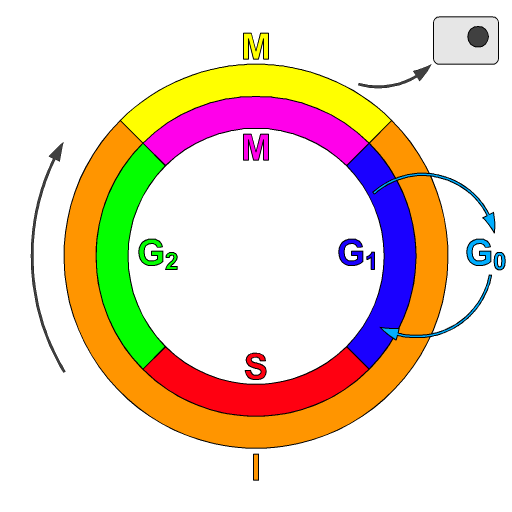
A fase de repouso (G0) alterna com a fase de síntese proteica (G1).

- G1 (Gap 1), em que a célula cresce e funciona normalmente. Durante esse tempo, ocorre uma grande quantidade de síntese de proteínas e a célula cresce (aproximadamente ao dobro de seu tamanho original) – mais organelas são produzidas e o volume do citoplasma aumenta. Se a célula não se dividir novamente, ela entrará em G0. [3]
- Síntese (S), em que a célula sintetiza seu DNA e a quantidade de DNA é dobrada, mas o número de cromossomos permanece constante (via replicação semiconservativa).
- G2 (Gap 2), em que a célula retoma seu crescimento em preparação para a divisão. As mitocôndrias se dividem e a célula continua a crescer até o início da mitose. Nas plantas, os cloroplastos também se dividem durante o G2.
- Além disso, algumas células que não se dividem com frequência ou nunca, entram em um estágio chamado G0 (Gap zero), que é um estágio separado da interfase ou um G1 estendido.

A duração do tempo gasto na interfase e em cada estágio da interfase é variável e depende tanto do tipo de célula quanto da espécie de organismo a que pertence. A maioria das células de mamíferos adultos passa cerca de 24 horas em interfase; isso representa cerca de 90%-96% do tempo total envolvido na divisão celular. A interfase inclui as fases G1, S e G2. A mitose e a citocinese, no entanto, são separadas da interfase.
As quebras da fita helicoidal dupla do DNA podem ser reparadas durante a interfase por dois processos principais. O primeiro processo, união de extremidade não-homóloga, pode unir as duas extremidades quebradas do DNA nas fases G1, S e G2 da interfase. O segundo processo, reparo recombinacional homólogo, é mais preciso do que o primeiro na reparação de quebras de fita dupla. No entanto, o reparo recombinacional só é ativado durante as fases S e G2 da interfase quando a replicação do DNA é parcial ou totalmente realizada, uma vez que a recombinação requer dois cromossomos homólogos adjacentes.

## Interfase dentro de sequências de processos celulares

### Interfase e o ciclo celular
Quando a etapa G2 é concluída, a célula entra em um período relativamente breve de divisão nuclear e celular, composto de mitose e citocinese, respectivamente. Após a conclusão bem-sucedida da mitose e da citocinese, ambas as células filhas resultantes reentram no G1 da interfase.
No ciclo celular, a interfase é precedida pela telófase e pela citocinese da fase M. De maneira alternativa, a interfase às vezes é interrompida pela fase G0, que, em algumas circunstâncias, pode terminar e ser seguida pelos estágios restantes da interfase. Após a conclusão bem-sucedida do ponto de verificação da etapa G2, a célula prossegue para a prófase, ou, nas plantas, para a pré-profase, que é o primeiro estágio da mitose.
A fase G0 é vista como uma fase G1 estendida onde a célula não está se dividindo nem se preparando para se dividir, ou como um estágio  dormente distinto que ocorre fora do ciclo celular.

### Interfase e outros processos celulares
Na produção de gametas, a interfase é sucedida pela meiose. Na morte celular programada, a interfase é seguida ou antecipada pela apoptose.